# Stereotaktyczne przeszczepienie tkankowe istoty czarnej
Stereotaktyczne przeszczepienie tkankowe istoty czarnej – eksperymentalna metoda leczenia choroby Parkinsona. Podejmowane dotychczas próby polegały na próbach transplantacji płodowej tkanki śródmózgowia zawierającej neurony dopaminergiczne do prążkowia chorych na chorobę Parkinsona. Przy założeniu, że komórki dopaminergiczne mogą przeżyć i wytworzyć synapsy z innymi neuronami w mózgu biorcy, zaczną wytwarzać dopaminę i mózg biorcy będzie mógł korzystać z niej w neurotransmisji na uszkodzonych przez proces chorobowy szlakach, metoda ta mogłaby być uznana za metodę leczenia przyczynowego schorzenia. Badania metodą pozytonowej tomografii emisyjnej u biorców wykazały wzrost wychwytu znakowanej fluorem lewodopy w prążkowiu; obserwowano też poprawę kliniczną, zwłaszcza u młodszych pacjentów. U pacjentów zmarłych w czasie obserwacji badanie neuropatologiczne potwierdziło przyjęcie przeszczepu. 
Wykorzystanie tkanek płodowych budziło i nadal wzbudza kontrowersje natury etycznej, a korzyści kliniczne były oceniane jako nie dość przekonujące. Podjęto zatem prace nad przeszczepianiem, uzyskanych w hodowlach tkankowych, komórek macierzystych lub komórek linii dopaminergicznych.